# Королевское национальное общество спасания на водах
Королевское национальное общество спасания на водах (англ. Royal National Lifeboat Institution, RNLI) является крупнейшей спасательной службой, работающей вдоль побережья Соединенного Королевства, Ирландии, Нормандских островов и острова Мэн, а также на некоторых внутренних водных путях и акваториях.
Основанная в 1824 году как «Национальное учреждение по спасанию людей, пострадавших от кораблекрушений» (National Institution for the Preservation of Life from Shipwreck), эта некоммерческая организация получила королевский патронаж и стала именоваться «Королевским национальным обществом по спасению людей, пострадавших от кораблекрушений» (Royal National Institution for the Preservation of Life from Shipwreck), благодаря покровительству короля Георга IV. Королевское покровительство продолжается и по сей день при короле Карле III. 5 октября 1854 года организация сменила название на «Королевское национальное общество по спасанию на водах», а в 1860 году получила королевскую хартию.
В настоящий момент является благотворительной организацией, расположенной в городе Пул, Дорсет. Финансирование осуществляется в основном за счет наследственных средств (65%) и общественных пожертвований (30%). 

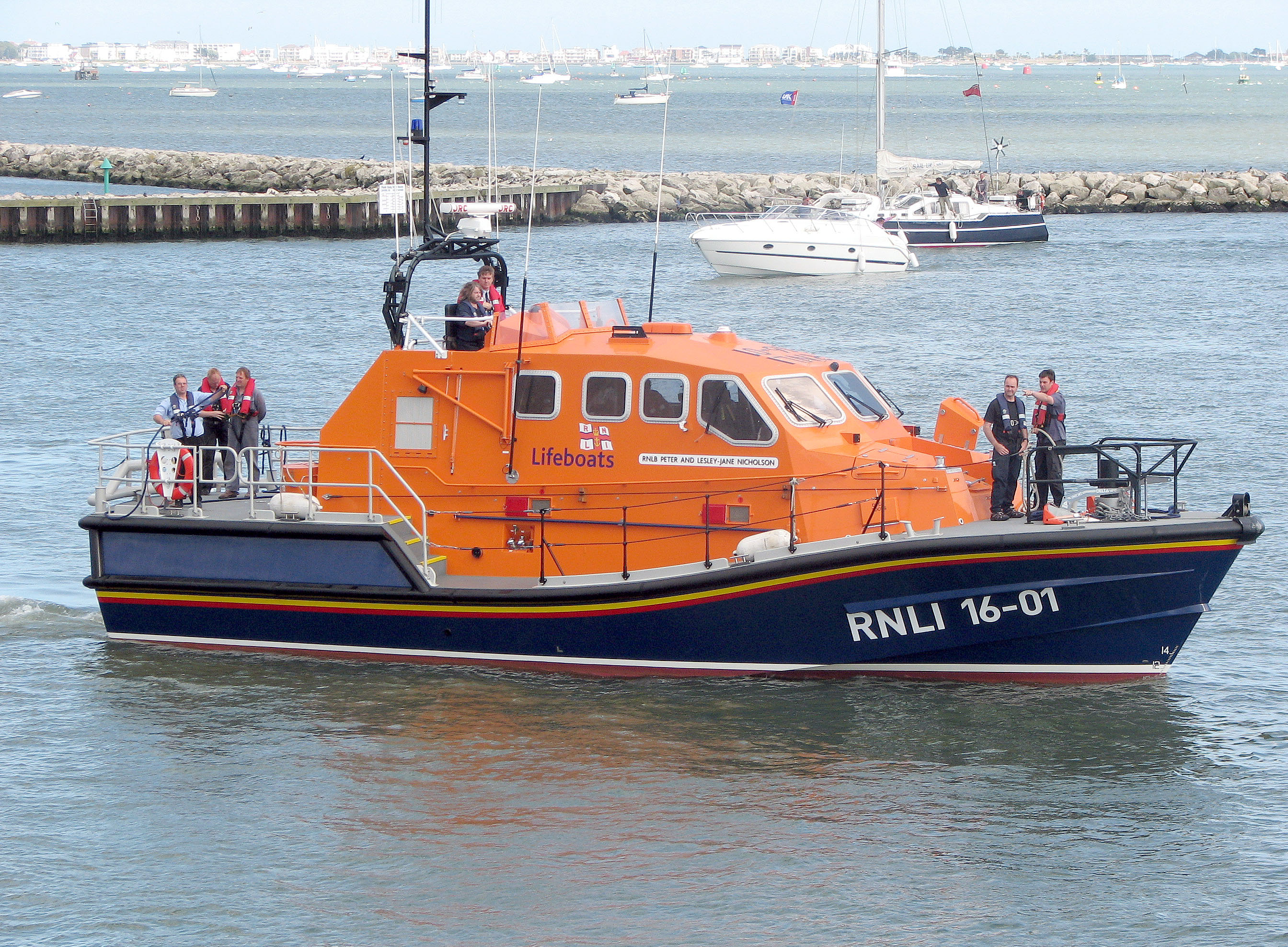
Спасательный катер RNLI класса Tamar, 2006 г.

Большинство членов экипажей спасателей укомплектованы из неоплачиваемых добровольцев. Под их управлением находятся более чем 400 спасательных судов, катеров и лодок, расположенных на 238 станциях вдоль всего побережья Великобритании. Оплачиваемые спасатели работают примерно на 250 пляжах страны. 

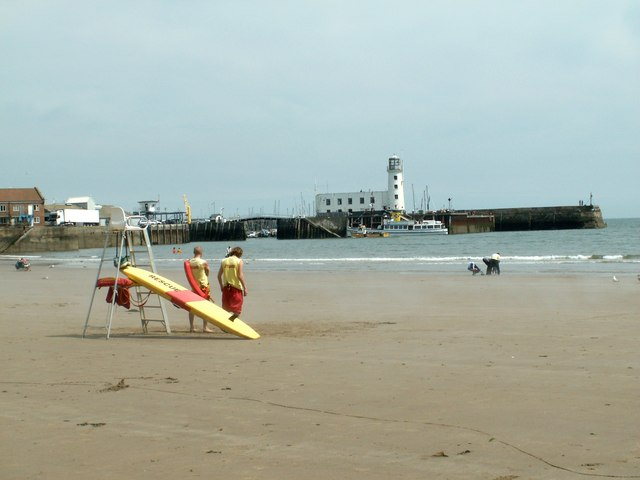
Спасатели RNLI на пляже, Скарборо, Великобритания, 2008 г.

Общество предоставляет платные курсы по спасению на воде и пляжах, консультирует бизнес- и общественные организации, а также дает бесплатные консультации по вопросам безопасности различным группам населения, включая детей. Общество тесно сотрудничает с местными спасательными службами, полицией и береговой охраной Великобритании, а также активно участвует в международном сотрудничестве с 1924 года.

## История

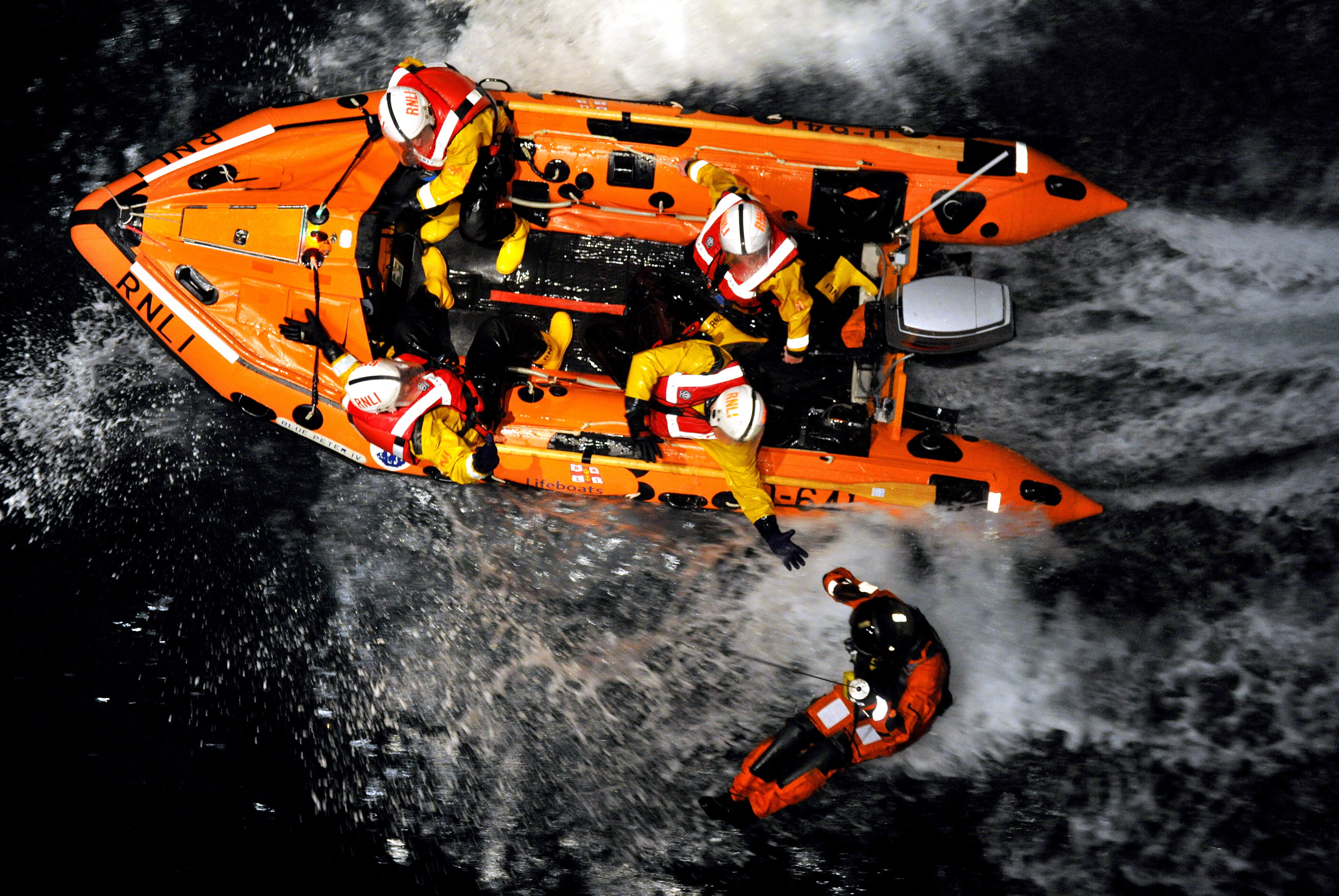
Спасатели RNLI на надувной шлюпке взаимодействуют со спасателем Королевских ВМС, 2012 г.

Одной из первых запатентованных спасательных шлюпок была модель 1785 года, созданная каретных дел мастером Лионелем Лукиным в Лондоне.
В 1790 году после трагического кораблекрушения в устье реки Тайн, по результатам конкурса была выбрана и построена первая модель спасательной шлюпки проекта Генри Гритхеда.
В 1960-х годах совместно с исследователями были разработаны первые модели надувных спасательных лодок с жестким корпусом (англ. RIB).
В 1996 году на службу поступили самые большие и мощные спасательные катера типа «Severn» (17 м в длину) и «Trent» (14 м) оба с дальностью плавания в 250 морских миль.
В 2006 году на замену им был создан катер типа «Tamar» с самой мощной силовой установкой (1001 л.с.) за всю историю Общества спасателей.
После участия в 2000 году в спасательных работах в Мозамбике, Общество создало собственную Команду спасания при наводнениях.

## Внешние ссылки
- Официальный сайт